# Heresiarches pseudobirmanicus
Heresiarches pseudobirmanicus là một loài tò vò trong họ Ichneumonidae.